# Sudo am
Sudo am (Pustelnia Praktykowania Drogi 수도암) – koreańska świątynia niemająca statusu klasztoru - pustelnia (kor. am)

## Historia pustelni
Ta bardzo odległa pustelnia wysoko na górze Puryong pochodzi z okresu Zjednoczonej Silli (668-935). Została wybudowana przez mnicha Tŏkuna. Dwie kamienne stupy przed głównym budynkiem zostały prawdopodobnie wybudowane przez mistrza sŏn Yŏgonga Tosŏna w roku 857, który wybudował pobliski klasztor Ch'ŏngam w 858 roku i rozbudował pustelnię.
W ciągu swojej historii pustelnia stała się pierwszym miejscem zamieszkania wielu wybitnych mnichów. Hanam Chungwŏn (1876–1951) w tej pustelni został uczniem Kyŏnghŏ Sŏng'u (1846–1912). Jednym z mistrzów sŏn związanych z tą pustelnią był Kusan Suryŏn, który jako pierwszy zaprosił zachodnich uczniów do praktykowania w koreańskich świątyniach. Współczesny mistrz sŏn Kou Sunim został zaordynowany w tej pustelni przez jej opata Pŏphui.
Podczas antyrządowego powstania w październiku 1948 roku i po odmowie żołnierzy z Yŏsun wzięcia udziału w represjach, rebelianci zagrozili spaleniem pustelni. Wtedy mnisi podarowali drewno z budynków pustelni na wybudowanie pobliskiej szkoły. Pustelnia została ogołocona. W 1980 roku mnich Pyŏngjŏn odbudował pustelnię.
Pustelnia należy do klasztoru Ch'ŏnŭn.
Pustelnia znajduje się w południowo-zachodniej części Parku Narodowego góry Chiri.

## Adres pustelni
- 536 Nogodan-ro, Gwangui-myeon (San 1-30 Banggwang-ri), Gurye, Jeollanam-do, Korea Południowa